# Philip Aaberg
Philip Aaberg (Havre, 8 aprile 1949) è un musicista statunitense.
Egli ascoltava molti artisti, sin da quando si stava laureando ad Harvard, bilanciando musica classica, blues e rock. Si esibì con numerosi artisti famosi come Peter Gabriel, John Hiatt, Elvin Bishop, The Doobie Brothers e molti altri. Nel 1985, Aaberg cominciò la sua carriera sotto l'etichetta Windham Hill Records, registrando sia assoli singoli di piano sia brani con altri strumenti. Dal 2000, Aaberg registra con una propria etichetta, Sweetgrass Music.

## Discografia
- 1985 - High Plains
- 1986 - The Shape Of The Land – in collaborazione con i chitarristi Michael Hedges e William Ackerman
- 1987 - Morning Walk – membro del gruppo Metamora
- 1988 - Out Of The Frame
- 1989 - Upright
- 1990 - Meridian – in collaborazione con Bernie Krause
- 1992 - Cinema
- 1995 - A Wild Christmas - in collaborazione con Bernie Krause
- 1998 - A Christmas Heritage - membro del gruppo New Grange
- 1999 - New Grange - membro del gruppo New Grange
- 2000 - Field Notes
- 2000 - Live In Montana
- 2000 - Christmas
- 2001 - Tasting The Wine Country - membro del The Mike Marshall Quintet
- 2005 - Blue West
- 2005 - Beyond Spirit Tailings - in collaborazione con Ellen Baumler